# Luciano Rossi
Luciano Rossi (Roma, 28 de novembre de 1934 − Roma, 29 de maig de 2005) va ser un actor de cinema italià. Va aparèixer en 67 pel·lícules entre 1966 i 1987.

## Filmografia[2]
- Dieci italiani per un tedesco (Via Rasella), dirigida per Filippo Walter Ratti (1962)
- Django, dirigida per Sergio Corbucci (1965)
- Uno sceriffo tutto d'oro, dirigida per Osvaldo Civirani (1966)
- LSD, dirigida per Massimo Mida (1967)
- Il figlio di Django, dirigida per Osvaldo Civirani (1967)
- Omicidio per appuntamento, dirigida per Mino Guerrini (1967)
- La più grande rapina del West, dirigida per Maurizio Lucidi (1967)
- Preparati la bara!, dirigida per Ferdinando Baldi (1967)
- Sentenza di morte, dirigida per Mario Lanfranchi (1967)
- L'aventurer (L'avventuriero), dirigida per Terence Young (1967)
- Le avventure di Enea, dirigida per Franco Rossi (1967)
- 5 per l'inferno, dirigida per Gianfranco Parolini (1968)
- Quella carogna dell'ispettore Sterling, dirigida per Emilio P. Miraglia (1968)
- Odissea, dirigida per Franco Rossi (1968)
- Corri uomo corri, dirigida per Sergio Sollima (1968)
- La collina degli stivali, dirigida per Giuseppe Colizzi (1968)
- Il pistolero dell'Ave Maria, dirigida per Ferdinando Baldi (1969)
- Django il bastardo, dirigida per Sergio Garrone (1969)
- Li deien Trinidad (Lo chiamavano Trinità...), dirigida per Enzo Barboni (1970)
- Ciakmull - L'uomo della vendetta, dirigida per Enzo Barboni (1970)
- Il conformista, dirigida per Bernardo Bertolucci (1970)
- C'è Sartana... vendi la pistola e comprati la bara, dirigida per Giuliano Carnimeo (1970)
- Belle d'amore, dirigida per Fabio De Agostini (1970)
- A Man Called Sledge, dirigida per Vic Morrow (1970)
- La morte cammina con i tacchi alti, dirigida per Luciano Ercoli (1971)
- Testa t'ammazzo, croce... sei morto. Mi chiamano Alleluja, dirigida per Giuliano Carnimeo (1971)
- Afyon - Oppio, dirigida per Ferdinando Baldi (1972)
- La morte accarezza a mezzanotte, dirigida per Luciano Ercoli (1972)
- Judas... ¡toma tus monedas!, dirigida per Alfonso Balcázar i Pedro Luis Ramírez (1972)
- Los amigos, dirigida per Paolo Cavara (1972)
- Rivelazioni di un maniaco sessuale al capo della squadra mobile, dirigida per Roberto Bianchi Montero (1972)
- La morte ha sorriso all'assassino, dirigida per Aristide Massaccesi (1973)
- Milano trema: la polizia vuole giustizia, dirigida per Sergio Martino (1973)
- Ingrid sulla strada, dirigida per Brunello Rondi (1973)
- Passi di danza su una lama di rasoio, dirigida per Maurizio Pradeaux (1973)
- Bisturi, la mafia bianca, dirigida per Luigi Zampa (1973)
- Il bacio di una morta, dirigida per Carlo Infascelli (1974)
- I figli di Zanna Bianca, dirigida per Maurizio Pradeaux (1974)
- La revenja d'Ullal Blanc (Zanna Bianca alla riscossa), dirigida per Tonino Ricci (1974)
- Commissariato di notturna, dirigida per Guido Leoni (1974)
- Il testimone deve tacere, dirigida per Giuseppe Rosati (1974)
- Prostituzione, dirigida per Rino Di Silvestro (1974)
- Macrò, dirigida per Stelvio Massi (1975)
- Il trucido e lo sbirro, dirigida per Umberto Lenzi (1976)
- Napoli violenta, dirigida per Umberto Lenzi (1976)
- Saló Kitty (1976)
- I due superpiedi quasi piatti, dirigida per E.B. Clucher (1977)
- Le lunghe notti della Gestapo, dirigida per Fabio De Agostini (1977)
- Ritornano quelli della calibro 38, dirigida per Giuseppe Vari (1977)
- Luca il contrabbandiere, dirigida per Lucio Fulci (1980)
- Paura nella città dei morti viventi, dirigida per Lucio Fulci (1980)
- Orinoco: Prigioniere del sesso, dirigida per Edoardo Mulargia (1980)
- Sangraal, la spada di fuoco, dirigida per Michele Massimo Tarantini (1982)
- Questo e quello, dirigida per Sergio Corbucci (1983)
- Lunga vita alla signora!, dirigida per Ermanno Olmi (1987)